# فيكتور وليامز
فيكتور وليامز (بالإنجليزية: Victor Williams)‏ (و. 1970 – م) هو ممثل، وممثل دُبلاج، وممثل تلفزيوني، من الولايات المتحدة الأمريكية، ولد في بروكلين.

## التعليم
تعلم في مدرسة تيش العليا للفنون، وثانوية ميدوود ‏.

## وصلات خارجية
- فيكتور وليامز على موقع IMDb (الإنجليزية)
- فيكتور وليامز على موقع ألو سيني (الفرنسية)
- فيكتور وليامز على موقع أول موفي (الإنجليزية)
- فيكتور وليامز على موقع قاعدة بيانات الأفلام السويدية (السويدية)
- فيكتور وليامز على موقع إن إن دي بي (الإنجليزية)
- فيكتور وليامز على موقع قاعدة بيانات الفيلم (الإنجليزية)
- فيكتور وليامز على موقع كينوبويسك (الروسية)